# Limnochares americana
Limnochares americana är en kvalsterart som beskrevs av Lundblad 1941. Limnochares americana ingår i släktet Limnochares och familjen Limnocharidae. Inga underarter finns listade i Catalogue of Life.